# Homosexualité dans la Rome antique

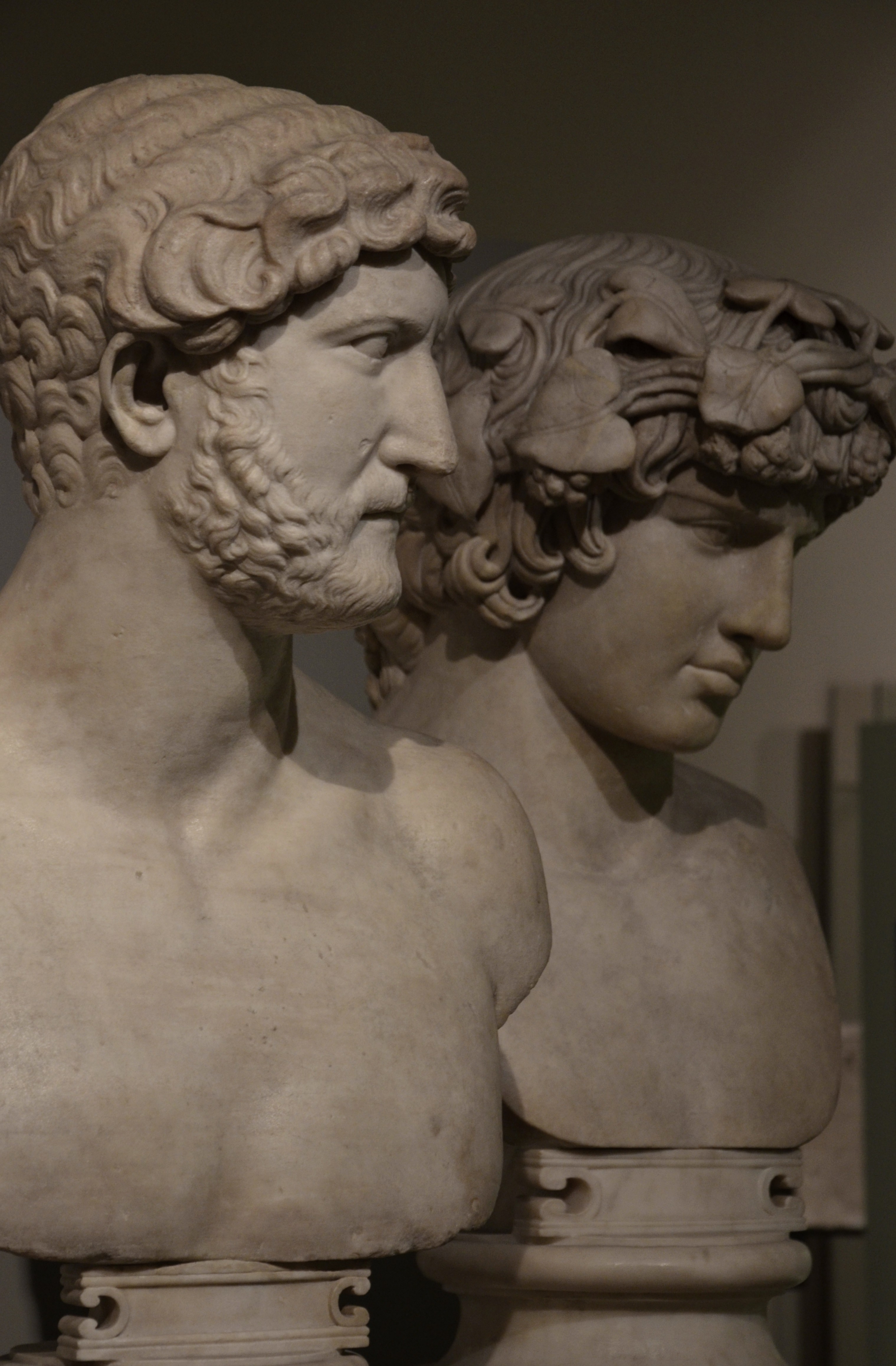
Bustes de l'empereur romain Hadrien et de son amant Antinoüs, aujourd'hui conservé au British Museum de Londres.

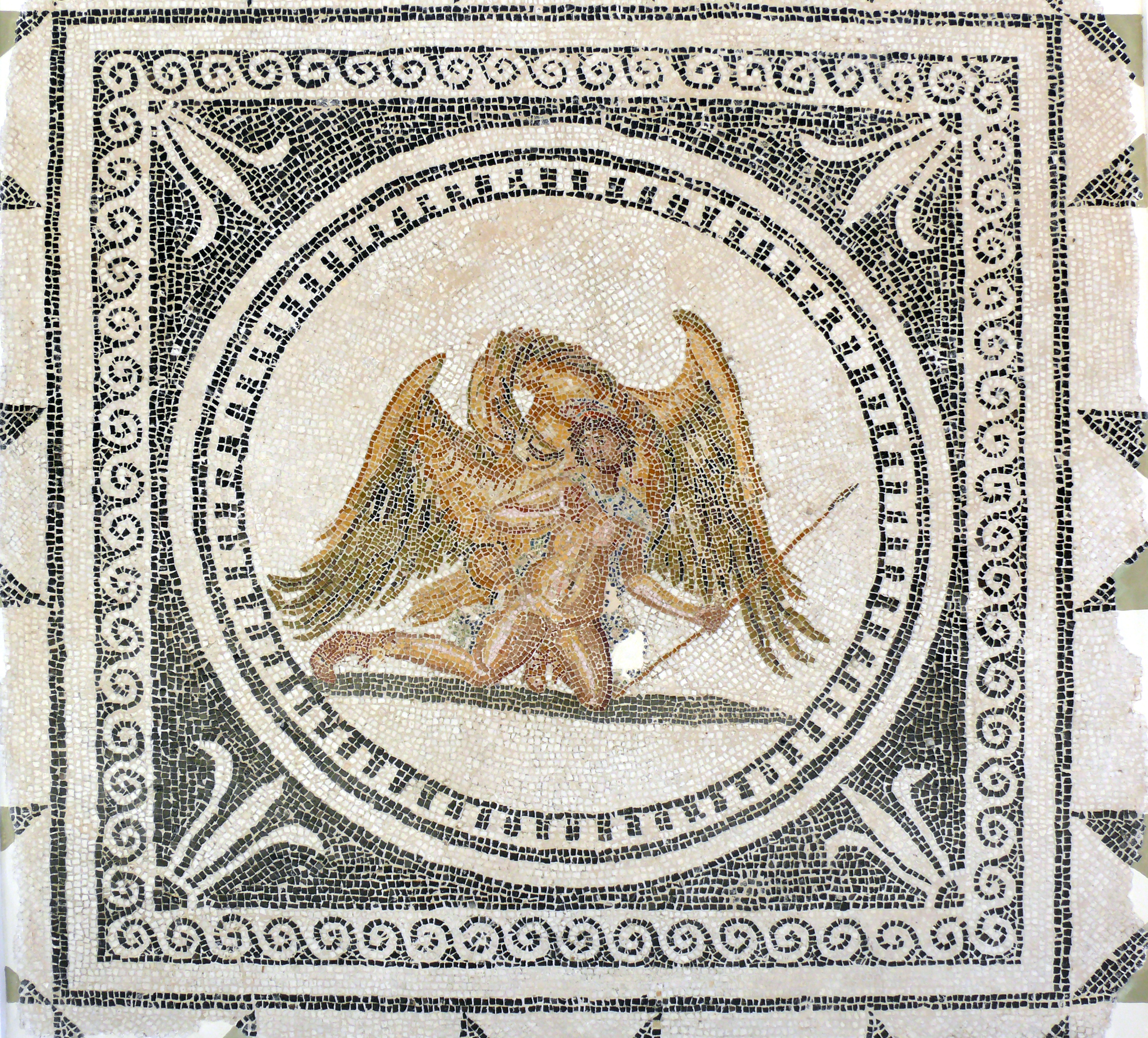
Mosaïque romaine de Suse (en Libye), représentant le mythe de Zeus sous la forme d'un aigle enlevant le garçon Ganymède.

Pour des articles plus généraux, voir Sexualité dans la Rome antique et Homosexualité dans l'Antiquité.
L'homosexualité dans la Rome antique regroupe l'ensemble des relations amoureuses, désirs, pratiques sexuelles, entre personnes de même sexe et les représentations, discours et productions artistiques qui y sont associées. Les Romains n'ont pas de mots qui correspondraient précisément aux catégories d'« homosexuel » et d'« hétérosexuel ». La principale dichotomie de la sexualité romaine antique était « actif/dominant » opposé à « passif/soumis », et les relations sexuelles entre personnes de même sexe étaient perçues et vécues dans ce cadre culturel.
La société romaine était patriarcale, et le citoyen masculin né libre possédait la liberté politique (libertas) et le droit de se gouverner lui-même et de gouverner sa famille (familia). La vertu (virtus) était considérée comme une qualité active par laquelle un homme (vir) se définissait. La mentalité de conquête et le « culte de la virilité » ont façonné les relations entre personnes du même sexe.
Les hommes romains étaient libres d'avoir des relations sexuelles avec d'autres hommes sans que cela soit perçu comme une perte de masculinité ou de statut social, à condition qu'ils jouent le rôle de dominant ou de pénétrateur. Ainsi, les partenaires masculins acceptables étaient les esclaves et les anciens esclaves, les prostitués et les artistes, dont le mode de vie les plaçait dans le domaine social nébuleux de l'infamia, exclus des protections normales accordées à un citoyen même s'ils étaient techniquement libres. Bien que les hommes romains en général semblent avoir préféré les jeunes âgés de 12 à 20 ans comme partenaires sexuels, les relations avec les mineurs masculins nés libres étaient interdites à certaines périodes à Rome,.
Les relations homosexuelles entre femmes sont beaucoup moins documentées et, si l'on se fie aux écrivains romains, l'homoérotisme féminin était peut-être très rare, au point qu'Ovide, à l'époque d'Auguste, le décrit comme « jamais vu ». Cependant, il existe des preuves éparses - par exemple, quelques sorts dans les papyrus magiques grecs - qui attestent l'existence de femmes dans les provinces gouvernées par les Romains à la fin de la période impériale qui sont tombées amoureuses d'autres femmes.

## Catégorisations romaines et occidentales
Les Romains n'ont pas de terme désignant l'homosexualité ou l'hétérosexualité (ni l'orientation sexuelle) : ce sont des catégorisations occidentales contemporaines. Il faut donc se référer aux classifications propres à la culture romaine antique. George Chauncey indique d'ailleurs que la conception moderne de l'homosexualité regroupe à la fois « la sexualité génitale entre personnes de même sexe, l'amour et l'amitié, la non-conformité au genre et une certaine perspective esthétique et politique ». De même, l'histoire du « lesbianisme » dans la Rome antique recouvre de nombreuses réalités différentes : l'amour entre femmes, le désir entre femmes, des femmes non mariées qui choisissent de vivre ensemble, des femmes indépendantes, ou considérées comme masculines. Le terme lesbianisme lui-même, s'il est d'origine antique, lié à l'histoire de Sappho sur l'île de Lesbos en Grèce, est une catégorisation récente, qui a pris son essor dans les années 1960 en Occident.

## Contexte
Sous la République, la liberté politique (libertas) du citoyen romain était définie en partie par le droit de préserver son corps de toute contrainte physique, y compris les châtiments corporels et les abus sexuels. La société romaine était patriarcale, et la masculinité était fondée sur la capacité à se gouverner soi-même et à gouverner les autres de statut inférieur. La virtus, « valeur », qui fait de l'homme un homme à part entière, faisait partie des vertus actives,,,. La conquête sexuelle était une métaphore courante de l'impérialisme dans le discours romain, et la « mentalité de conquête » faisait partie d'un « culte de la virilité » qui a particulièrement façonné les pratiques homosexuelles romaines,. Les idéaux romains de masculinité étaient donc fondés sur l'adoption d'un rôle actif qui était aussi, comme l'a noté Craig A. Williams, « la directive première du comportement sexuel masculin pour les Romains ». À la fin du XXe siècle et au début du XXIe siècle, les chercheurs ont eu tendance à considérer les expressions de la sexualité masculine romaine selon un modèle binaire « pénétrateur-pénétré », c'est-à-dire que la façon correcte pour un homme romain libre de rechercher la gratification sexuelle était d'insérer son pénis dans son partenaire. Le fait de se laisser pénétrer menaçait sa liberté en tant que citoyen libre ainsi que son intégrité sexuelle.
Il était attendu et socialement acceptable qu'un homme romain libre veuille avoir des relations sexuelles avec des partenaires masculins et féminins, à condition qu'il joue le rôle de pénétrateur. La moralité de ce comportement dépendait du statut social du partenaire, et non du sexe en soi. Les femmes et les jeunes hommes étaient considérés comme des objets de désir normaux, mais en dehors du mariage, un homme était censé assouvir ses désirs uniquement avec des esclaves, des prostituées (qui étaient souvent des esclaves) et les infames. Le genre ne détermine pas si un partenaire sexuel est acceptable, tant que le plaisir de l'homme n'empiète pas sur l'intégrité d'un autre homme. Il est immoral d'avoir des relations sexuelles avec la femme d'un homme libre, sa fille nubile, son fils mineur ou avec l'homme lui-même; l'utilisation sexuelle de l'esclave d'un autre homme est soumise à l'autorisation du propriétaire. Le manque de maîtrise de soi, y compris dans la gestion de sa vie sexuelle, indiquait qu'un homme était incapable de gouverner les autres ; trop d'indulgence pour le plaisir sensuel « immoral » menaçait d'éroder l'identité de l'homme d'élite en tant que personne cultivée.
Les thèmes homoérotiques sont introduits dans la littérature latine au cours d'une période d'influence croissante de la Grèce sur la culture romaine, au IIe siècle avant Jésus-Christ. Les attitudes culturelles grecques différaient de celles des Romains principalement en ce qu'elles idéalisaient l'éros entre citoyens masculins nés libres et de statut égal, bien que généralement avec une différence d'âge (voir Pédérastie). L'attachement à un homme extérieur à la famille, considéré comme une influence positive chez les Grecs, menaçait dans la société romaine l'autorité du paterfamilias,. Comme les femmes romaines participaient activement à l'éducation de leurs fils et se mêlaient aux hommes sur le plan social, et que les femmes des classes dirigeantes continuaient souvent à conseiller et à influencer leurs fils et leurs maris dans la vie politique, l'homosocialité n'était pas aussi répandue à Rome qu'elle ne l'avait été dans l'Attique classique,.
À l'époque impériale, la perception d'une augmentation du comportement homosexuel passif chez les hommes libres était associée à des inquiétudes concernant la subordination de la liberté politique à l'empereur, et a conduit à une augmentation des exécutions et des châtiments corporels. La licence et la décadence sexuelle sous l'empire étaient considérées comme un facteur contribuant et un symptôme de la perte des idéaux d'intégrité physique (libertas) sous la République.

## Littérature homoérotique
L'amour ou le désir entre hommes est un thème très fréquent dans la littérature romaine. Selon une spécialiste moderne, Amy Richlin, parmi les poèmes conservés à ce jour, ceux adressés par des hommes à des garçons sont aussi fréquents que ceux adressés à des femmes.

### Influence grecque
Parmi les œuvres de la littérature romaine que l'on peut lire aujourd'hui, celles de Plaute sont les plus anciennes à avoir survécu intégralement à la modernité, et aussi les premières à mentionner l'homosexualité. Leur utilisation pour tirer des conclusions sur les coutumes ou les mœurs romaines est toutefois controversée, car ces œuvres sont toutes basées sur des originaux grecs. Cependant, Craig A. Williams défend une telle utilisation des œuvres de Plaute. Il note que l'exploitation homo- et hétérosexuelle des esclaves, à laquelle il est fait tant de références dans les œuvres de Plaute, est rarement mentionnée dans la "Nouvelle Comédie" grecque, et que nombre des jeux de mots qui y font référence (et l'œuvre de Plaute, comique, en est pleine) ne sont possibles qu'en latin, et ne peuvent donc pas être de simples traductions du grec.
Le consul Quintus Lutatius Catulus faisait partie d'un cercle de poètes qui ont mis à la mode les poèmes hellénistiques courts et légers. L'un de ses rares fragments qui subsistent est un poème de désir adressé à un homme portant un nom grec,. Selon Ramsay MacMullen, qui estime qu'avant l'influence grecque, les Romains étaient opposés à la pratique de l'homosexualité, l'élévation de la littérature et de l'art grecs au rang de modèles d'expression a favorisé la célébration de l'homoérotisme comme marque d'une personne urbaine et sophistiquée. Le point de vue opposé est soutenu par Craig Williams, qui critique la vision de MacMullen sur les attitudes romaines à l'égard de l'homosexualité : il attire l'attention sur le fait que les auteurs romains de poésie amoureuse donnaient à leurs bien-aimés des pseudonymes grecs, quel que soit le sexe de ces derniers. Ainsi, l'utilisation de noms grecs dans les poèmes homo-érotiques romains ne signifie pas que les Romains attribuaient une origine grecque à leurs pratiques homosexuelles ou que l'amour homosexuel n'est apparu comme un sujet de célébration poétique chez les Romains que sous l'influence des Grecs.

### Dans la littérature romaine
Les références au désir ou à la pratique homosexuels apparaissent également chez des auteurs romains qui ont écrit dans des styles littéraires considérés comme originellement romains, c'est-à-dire où l'influence des modes ou des styles grecs est moins probable. Dans une farce atellane écrite par Quintus Novius (un style littéraire considéré comme romain à l'origine), l'un des personnages dit que « tout le monde sait qu'un garçon est supérieur à une femme » ; le personnage poursuit en énumérant les attributs physiques, dont la plupart dénotent le début de la puberté, qui caractérisent les garçons lorsqu'ils sont les plus séduisants à ses yeux. On remarque également ailleurs dans les fragments de Novius que l'utilisation sexuelle des garçons cesse lorsque « leurs fesses deviennent poilues ». Une préférence pour les corps masculins lisses plutôt que poilus est également évoquée ailleurs dans la littérature romaine (par exemple, dans l'Ode 4.10 d'Horace et dans certaines épigrammes de Martial ou dans les Priapeia), et était probablement partagée par la plupart des hommes romains de l'époque.
Dans un ouvrage de satires, autre genre littéraire que les Romains considéraient comme le leur, Gaius Lucilius, poète du deuxième siècle avant J.-C., établit des comparaisons entre les relations sexuelles anales avec les garçons et les relations vaginales avec les femmes ; on suppose qu'il aurait écrit un chapitre entier dans l'un de ses livres avec des comparaisons entre les amants des deux sexes, bien que rien ne puisse être affirmé avec certitude car ce qui reste de son œuvre ne sont que des fragments.

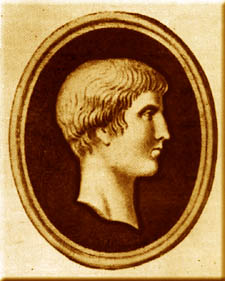
Des poètes comme Martial (ci-dessus) et Juvénal s'enthousiasmaient pour l'amour des garçons, mais étaient hostiles aux hommes adultes homosexuellement passifs.

Dans d'autres satires, ainsi que dans les épigrammes érotiques et invectives de Martial, on remarque parfois la supériorité des garçons sur les femmes (par exemple, dans Juvénal 6). D'autres œuvres du genre (par exemple, Juvénal 2 et 9, et une des satires de Martial) donnent également l'impression que l'homosexualité passive devenait une mode de plus en plus populaire parmi les hommes romains du premier siècle de notre ère, ce qui est la cible des invectives des auteurs des satires. La pratique elle-même, cependant, n'était peut-être pas nouvelle, puisque plus de cent ans avant ces auteurs, le dramaturge Lucius Pomponius avait écrit une pièce, Prostibulum (La Prostituée), qui n'existe aujourd'hui qu'à l'état de fragments, où le personnage principal, un prostitué masculin, proclame qu'il a des relations sexuelles avec des clients masculins également en position active.

### Nouvelle poésie

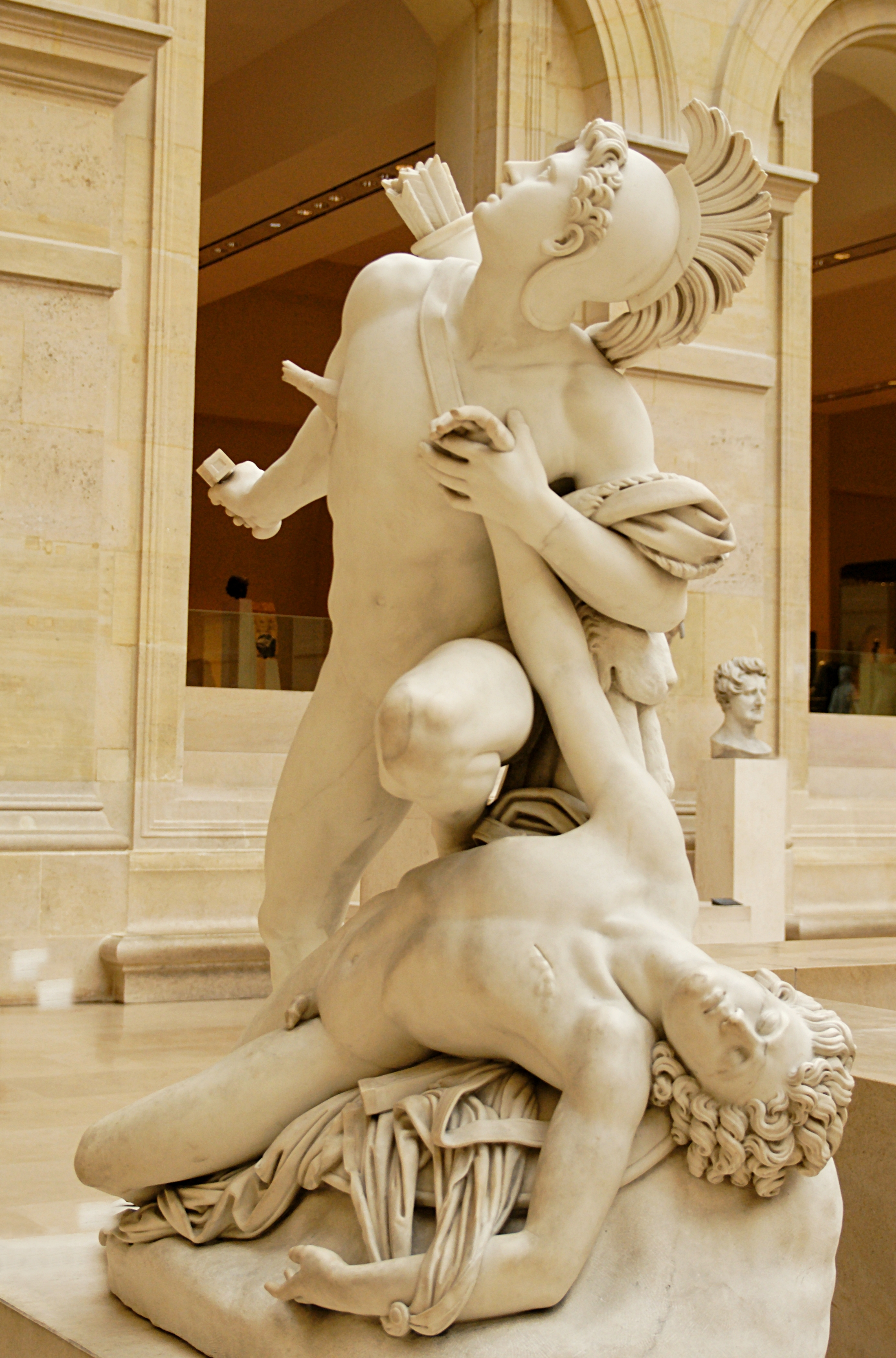
Représentation héroïque de Nisus et Euryale (1827) par Jean-Baptiste Roman : Virgile a qualifié leur amour de pius, conformément à la morale romaine.

La nouvelle poésie introduite à la fin du IIe siècle comprend celle de Gaius Valerius Catullus, dont l'œuvre exprime notamment du désir envers une jeunesse née libre et explicitement nommée « Jeunesse » (Iuventius). Le nom latin et le statut d'homme libre du favori sont en contradiction avec la tradition romaine. Lucrèce, contemporain de Catulle, reconnaît également l'attirance des « garçons » (pueri, qui peut désigner un partenaire passif acceptable et non spécifiquement l'âge). Les thèmes homoérotiques sont présents dans toutes les œuvres des poètes écrivant sous le règne d'Auguste, notamment les élégies de Tibulle et Properce, plusieurs Bucoliques de Virgile, en particulier la seconde, et certains poèmes d'Horace. Dans l'Énéide, Virgile - qui, selon une biographie écrite par Suétone, avait une préférence sexuelle marquée pour les garçons - s'inspire de la tradition grecque de la pédérastie dans un cadre militaire en dépeignant l'amour entre Nisus et Euryale, dont la valeur militaire les caractérise comme des hommes pleinement romains (viri). Virgile qualifie leur amour de pius, en le reliant à la vertu suprême de pietas que possède le héros Énée lui-même, et en l'approuvant comme « honorable, digne et lié aux valeurs centrales romaines ».
À la fin de la période augustine, Ovide, principale figure littéraire de Rome, était le seul à proposer un programme radicalement nouveau axé sur l'amour entre hommes et femmes : faire l'amour avec une femme est plus agréable, dit-il, car contrairement aux formes de comportement homosexuel autorisées dans la culture romaine, le plaisir est mutuel,. Ovide lui-même, cependant, ne revendiquait pas une hétérosexualité exclusive et il inclut des traitements mythologiques de l'homoérotisme dans ses Métamorphoses, mais Thomas Habinek a souligné que la signification de la division par Ovide de l'érotisme humain en préférences catégoriques a été obscurcie dans l'histoire de la sexualité par un biais hétérosexuel ultérieur dans la culture occidentale.
Plusieurs autres écrivains romains, cependant, ont exprimé un parti pris en faveur des hommes lorsqu'ils comparaient les rapports sexuels ou la compagnie des hommes et des femmes, notamment Juvénal, Lucien, Straton et le poète Martial, qui tournait souvent en dérision les femmes en tant que partenaires sexuels et célébrait les charmes des pueri. Dans la littérature de la période impériale, le Satyricon de Pétrone est tellement imprégné de la culture du sexe entre hommes que dans les cercles littéraires européens du XVIIIe siècle, son nom est devenu « un synonyme d'homosexualité ».

## Arts homoérotiques et objets du quotidien
L'homosexualité apparaît beaucoup moins souvent dans l'art visuel de Rome que dans sa littérature. Sur plusieurs centaines d'objets qui représentent des images de rapports sexuels - des peintures murales aux lampes à huile en passant par les récipients en matériaux divers - seule une petite minorité montre des actes entre hommes, et encore moins entre femmes.

### Art sur vase

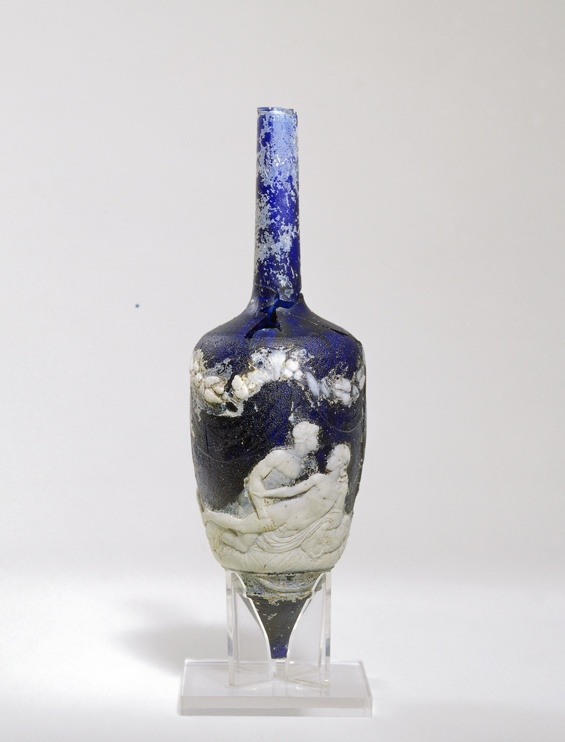
Flacon de parfum en verre camée trouvé dans la nécropole romaine d'Ostippo (Espagne). La face B du flacon, représentée ci-dessus, montre deux jeunes hommes au lit. La face A, qui n'est pas représentée, montre un homme et une femme. Collection George Ortiz 25 BCE - 14 CE.

L'homosexualité masculine apparaît parfois sur des récipients de toutes sortes, depuis les tasses et les bouteilles fabriquées dans des matériaux coûteux comme l'argent et le verre camée jusqu'aux bols fabriqués en série et à bas prix en poterie arétine. Cela pourrait être la preuve que les relations sexuelles entre hommes étaient acceptées non seulement par l'élite, mais aussi ouvertement célébrées ou pratiquées par le peuple, comme le suggèrent également les graffitis antiques.
Lorsque des objets entiers, et non de simples fragments, sont mis au jour, on constate généralement que les scènes homoérotiques partagent l'espace avec des images de couples de sexe opposé, ce qui peut être interprété comme signifiant que l'hétérosexualité et l'homosexualité (ou l'homosexualité masculine, en tout cas) ont la même valeur,. La coupe Warren (examinée ci-dessous) est une exception parmi les objets homoérotiques : elle ne montre que des couples d'hommes et pourrait avoir été produite pour célébrer un monde d'homosexualité exclusive.
Le traitement accordé à l'homoérotisme dans ces œuvres est idéalisé et romantique, similaire à celui accordé à l'hétérosexualité. L'artiste met l'accent, quel que soit le sexe du couple représenté, sur l'affection mutuelle entre les partenaires et la beauté de leurs corps.
Cette tendance distingue l'art homoérotique romain de celui des Grecs. À quelques exceptions près, la peinture grecque sur vase n'attribue le désir et le plaisir qu'au partenaire actif des rencontres homosexuelles, l'éraste, tandis que le passif, ou éromène, semble physiquement non excité et, parfois, émotionnellement distant. On pense aujourd'hui qu'il s'agit peut-être d'une convention artistique provoquée par la réticence des Grecs à reconnaître ouvertement que les hommes grecs pouvaient prendre plaisir à endosser un rôle jugé « féminin » dans une relation érotique ; la réputation d'un tel plaisir pouvait avoir des conséquences sur l'image future de l'ancien éromène lorsqu'il devenait adulte, et entraver sa capacité à participer à la vie socio-politique de la polis en tant que citoyen respectable. Étant donné que, chez les Romains, l'homosexualité normative avait lieu, non pas entre mâles libres ou entre égaux sociaux comme chez les Grecs, mais entre maître et esclave, client et prostitué ou, en tout cas, entre supérieur social et inférieur social, les artistes romains peuvent paradoxalement s'être sentis plus à l'aise que leurs collègues grecs pour représenter l'affection et le désir mutuels entre couples masculins. Cela peut également expliquer pourquoi la pénétration anale est plus fréquente dans l'art homoérotique romain que dans son homologue grec, où les rapports non pénétratifs prédominent.
| - La coupe Warren sur son côté "grec", représentant un homme barbu ayant une relation sexuelle avec un jeune homme, avec un garçon qui observe la scène. - Côté "romain" de la coupe Warren : un homme pénètre un garçon de 12-13 ans, en lui tenant la jambe et le bras. |

La coupe Warren est une pièce d'argenterie, généralement datée de l'époque de la dynastie des Julio-Claudiens (Ier siècle après J.-C.), qui représente deux scènes de sexe entre hommes,. Les deux faces de cette coupe pourraient représenter la dualité de la tradition pédérastique à Rome, la grecque contrastant avec la romaine. Sur la face « grecque », un jeune homme chevauche un homme barbu. Le jeune homme, probablement âgé de 17 ou 18 ans, s'accroche à un rideau pour maintenir la position sexuelle complexe. Dans les œuvres d'art romaines, on suppose que le jeune homme pénétré est un esclave ou un prostitué. Un puer delicatus observe furtivement la scène à travers une porte entrouverte. Le côté « romain » de la coupe montre un puer delicatus, âgé de 12 à 13 ans, dans un rapport sexuel avec un jeune homme, rasé de près ou encore imberbe. Le pédéraste barbu peut être grec, avec un partenaire qui participe plus librement et avec un regard de plaisir. Son homologue, qui a une coupe de cheveux plus sévère, semble être romain et pénètre donc possiblement un garçon esclave ; la couronne de myrte qu'il porte symbolise son rôle de « conquérant érotique ».
Il y a des différences significatives avec les scènes pédérastiques trouvées sur les vases grecs classiques. Sur la coupe Warren, une tendresse mutuelle est représentée, et l'acte sexuel est montré plutôt que sous-entendu, le jeune homme semble encourager la pénétration, en saisissant le bras de son amant. La coupe a peut-être été conçue comme un objet de conversation pour susciter le type de dialogue sur les idéaux de l'amour et du sexe qui avait lieu dans un symposium grec.

### Peintures murales
De nombreuses peintures murales à caractère sexuel ont été découvertes dans les ruines de certaines villes romaines, notamment à Pompéi, où ont été retrouvés les seuls exemples connus à ce jour d'art romain représentant des relations sexuelles entre femmes. Une frise d'un bordel annexe aux thermes suburbains, à Pompéi, montre une série de seize scènes de sexe, dont trois présentent des actes homosexuels : un trio bisexuel avec deux hommes et une femme, un rapport sexuel entre un couple de femmes utilisant un strap-on, et un plan à quatre avec deux hommes et deux femmes participant à une sodomie homosexuelle, une fellation hétérosexuelle et un cunnilingus homosexuel[réf. souhaitée].

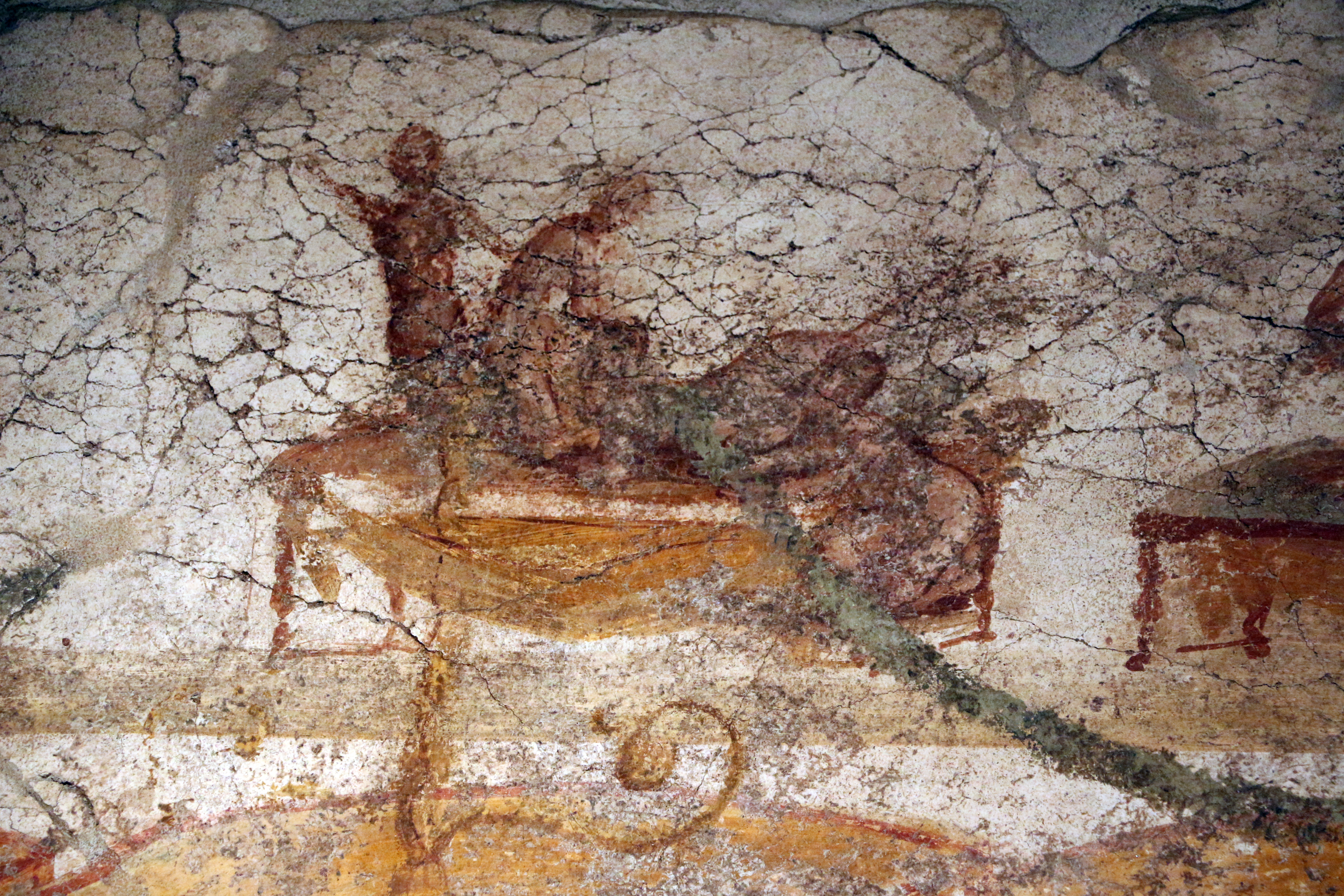
Cunnilingus, fellation et sexe anal entre deux femmes et deux hommes. Peinture murale dans les thermes suburbains de Pompéi.

Contrairement à l'art sur vase évoqué plus haut, les seize images de la peinture murale de Pompéi représentent des actes sexuels considérés comme inhabituels ou avilissants selon les coutumes romaines : par exemple, la domination sexuelle des hommes par les femmes, le sexe oral hétérosexuel, l'homosexualité passive par un homme adulte, le lesbianisme et le sexe en groupe. Il est donc possible que leur représentation ait été destinée à provoquer le rire plutôt qu'à provoquer une excitation sexuelle chez les visiteurs.
Dans l'art romain, les plans à trois montrent généralement deux hommes pénétrant une femme, mais l'une des scènes suburbaines montre un homme pénétrant une femme par l'arrière tandis qu'il reçoit une sodomie d'un homme derrière lui. Ce scénario est également décrit par Catulle, dans Carmen 56, qui le considère comme humoristique. L'homme au centre est peut-être un cinaedus, un homme qui aimait recevoir des relations sexuelles anales mais qui était également considéré comme séduisant pour les femmes. Les plans à quatre apparaissent également dans l'art romain, généralement avec deux hommes et deux femmes, parfois dans des couples de même sexe.

### Nus et phallus

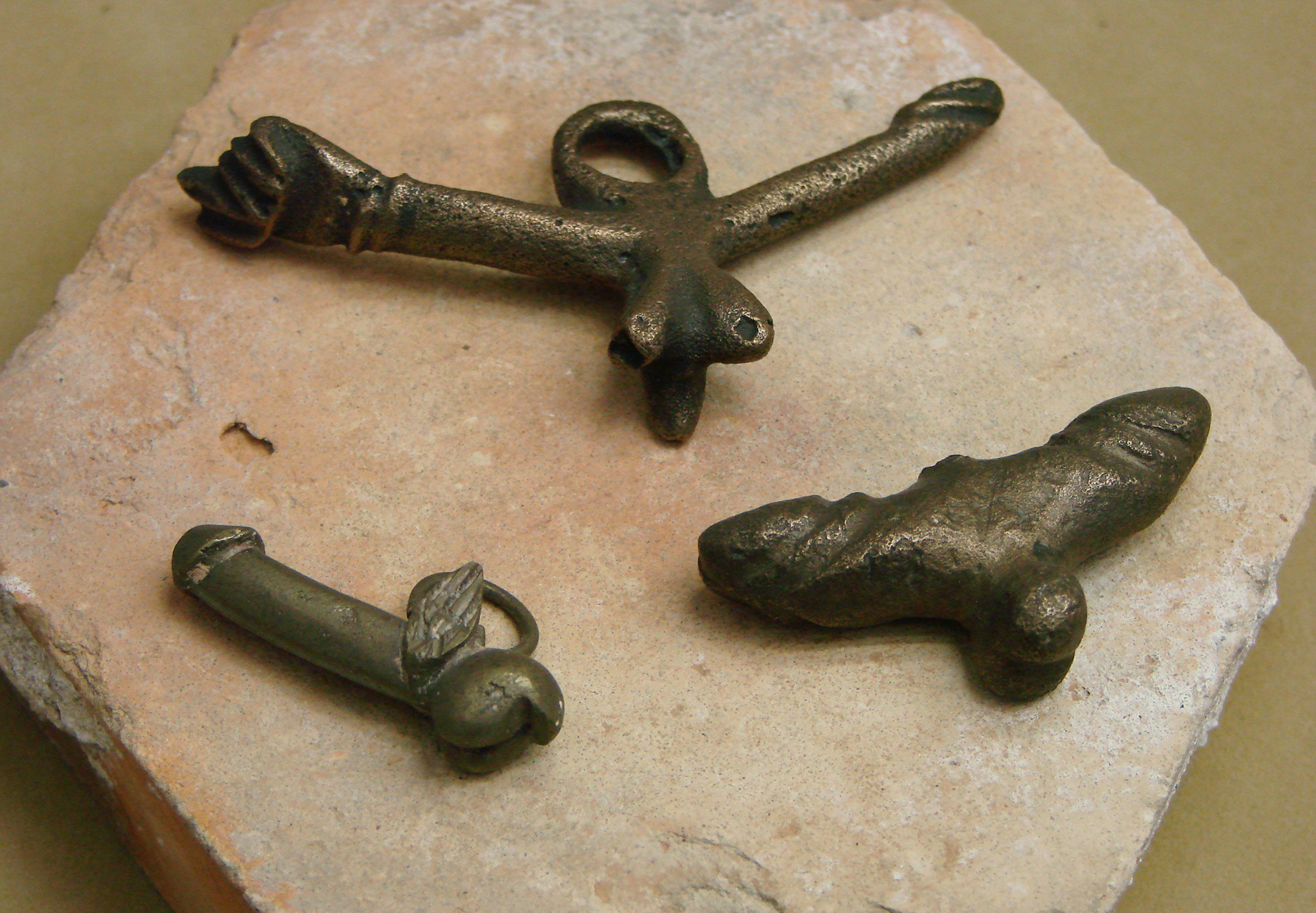
Exemples en bronze gallo-romains du fascinum, un charme phallique.

Les attitudes romaines à l'égard de la nudité masculine diffèrent de celles des Grecs anciens, qui idéalisaient les représentations du nu masculin. Le port de la toge marquait l'homme romain comme un citoyen libre. Les connotations négatives de la nudité renvoyaient la défaite à la guerre, puisque les captifs étaient déshabillés, et renvoyaient à l'esclavage, puisque les esclaves à vendre étaient souvent exposés nus.
À la même époque, le phallus est omniprésent sous la forme du fascinus, un talisman censé éloigner les forces malveillantes ; il devient une décoration habituelle, que l'on retrouve largement dans les ruines de Pompéi, notamment sous la forme de carillons à vent (tintinnabula). Le phallus surdimensionné du dieu Priape avait peut-être à l'origine une fonction apotropaïque, mais dans l'art, il prête souvent à rire ou est grotesque. L'hellénisation a cependant influencé la représentation de la nudité masculine dans l'art romain, conduisant à une signification plus complexe du corps masculin représenté nu, partiellement nu ou vêtu d'une cuirasse musculaire.

## Relations sexuelles entre hommes

### Vocabulaire
Un homme ou un garçon qui jouait le rôle de « réceptif » dans les rapports sexuels était diversement appelé cinaedus, pathicus, exoletus, concubinus (« concubin »), spintria, puer (« garçon »), pullus (« poussin »), pusio, delicatus (notamment dans l'expression puer delicatus , « garçon exquis » ou « garçon délicat »), mollis mollis (« doux », utilisé plus généralement comme une qualité esthétique allant à l'encontre de la masculinité agressive), tener (« délicat »), debilis (« faible » ou « handicapé »), effeminatus, discinctus (« à la ceinture lâche »), pisciculi et morbosus (« malade »). Comme l'a noté Amy Richlin, les termes contemporains d'homosexuel, de pénétré ou de passif n'ont pas d'équivalent clair.
Certains termes, comme exoletus, font spécifiquement référence à un adulte ; les Romains socialement marqués comme "masculins" ne limitaient pas leurs relations homosexuelles aux prostitués ou aux esclaves de moins de 20 ans. Certains hommes plus âgés ont pu parfois préférer le rôle passif. Martial décrit, par exemple, le cas d'un homme plus âgé qui jouait le rôle passif et laissait un esclave plus jeune occuper le rôle actif. Le désir d'un homme adulte d'être pénétré était considéré comme une maladie (morbus) ; le désir de pénétrer un beau jeune homme était considéré comme normal.

### Impudicitia
Le nom abstrait impudicitia était la négation de pudicitia (« moralité sexuelle, chasteté »). En tant que caractéristique des hommes, l'impudicitia implique souvent l'envie d'être pénétré. La danse était une expression de l’impudicitia masculine.
L'impudicité peut être associée à des comportements chez les jeunes hommes qui sont restés attirants pour les autres hommes selon les normes romaines, mais qui sont suffisamment âgés pour qu'on attende d'eux qu'ils se comportent selon les normes masculines. Jules César a été accusé d'avoir attiré sur lui l’infamia, à la fois lorsqu'il avait environ 19 ans, pour avoir joué le rôle passif dans une liaison avec le roi Nicomède de Bithynie, et plus tard pour de nombreuses liaisons adultères avec des femmes,. Sénèque l'Ancien notait que « l’impudicitia est un crime pour l'homme libre, une nécessité pour l'esclave, un devoir pour l'affranchi » : le sexe entre hommes à Rome affirmait le pouvoir du citoyen sur les esclaves, confirmant sa masculinité.

### Sous-culture homosexuelle
Le latin possédait une telle richesse de mots pour désigner les hommes en dehors de la norme masculine que certains chercheurs soutiennent l'existence d'une sous-culture homosexuelle à Rome ; c'est-à-dire que, bien que le terme « homosexuel » n'ait pas d'équivalent direct en latin, les sources littéraires révèlent un ensemble de comportements parmi une minorité d'hommes libres qui indiquent une préférence ou une orientation vers les personnes du même sexe. Plaute mentionne une rue connue pour ses prostitués masculins. Les bains publics sont également mentionnés comme un endroit où trouver des partenaires sexuels. Juvénal affirme que ces hommes se grattaient la tête avec un doigt pour s'identifier.[réf. nécessaire]
Apulée indique que les cinaedi pouvaient former des alliances sociales pour se divertir mutuellement, par exemple en organisant des dîners. Dans son roman L'âne d'or, il décrit un groupe qui a acheté et partagé un concubinus. À une occasion, ils ont invité un jeune homme rustique (rusticanus iuvenis) à leur soirée et lui ont fait une fellation à tour de rôle.
D'autres chercheurs, principalement ceux qui défendent le point de vue du constructionnisme culturel, soutiennent qu'il n'existe pas de groupe social identifiable d'hommes qui se seraient identifiés comme homosexuels en tant que communauté.

### Mariage homosexuel
Bien qu'en général les Romains considéraient le mariage comme une union entre un homme et une femme dans le but de produire des enfants, quelques spécialistes pensent qu'au début de la période impériale, certains couples d'hommes célébraient les rites traditionnels du mariage en présence d'amis. Les mariages entre hommes sont rapportés par des sources qui s'en moquent ; les sentiments des participants ne sont pas consignés. Martial et Juvénal font tous deux référence au mariage entre hommes comme quelque chose qui n'est pas rare, bien qu'ils le désapprouvent,,,. Le droit romain ne reconnaissait pas le mariage entre hommes, mais l'un des motifs de désapprobation exprimés dans la satire de Juvénal est que la célébration des rites conduisait à vouloir que ces mariages soient enregistrés officiellement. Avec la christianisation de l'empire au IVe siècle, des interdictions légales du mariage entre hommes ont commencé à apparaître.

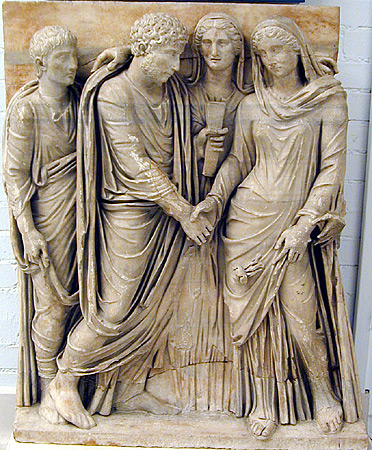
Sculpture représentant un couple marié dans l'Antiquité romaine.

Diverses sources antiques indiquent que l'empereur Néron a célébré deux mariages publics avec des hommes, une fois dans le rôle de la mariée (avec un affranchi, Pythagore), et une fois dans celui du marié (avec Sporus) ; il y en a peut-être eu un troisième dans lequel il était la mariée. Les cérémonies comprenaient des éléments traditionnels tels qu'une dot et le port du voile de la mariée romaine. Au début du IIIe siècle, l'empereur Héliogabale aurait été la mariée d'un mariage avec son partenaire masculin. D'autres hommes d'âge mûr de sa cour avaient des maris ou disaient avoir des maris en imitant l'empereur. Bien que les sources soient en général hostiles, Dion Cassius laisse entendre que les représentations scéniques de Néron étaient considérées comme plus scandaleuses que ses mariages avec des hommes,.
La plus ancienne référence dans la littérature latine à un mariage entre hommes se trouve dans les Philippiques de Cicéron, qui insulte Marc-Antoine pour avoir eu des mœurs légères dans sa jeunesse jusqu'à ce que Curion « t'établisse dans un mariage fixe et stable (matrimonium), comme s'il t'avait donné une stola », le vêtement traditionnel d'une femme mariée. Bien que les implications sexuelles de Cicéron soient claires, le but de ce passage est de donner à Marc-Antoine le rôle de soumis dans la relation et de mettre en doute sa virilité de diverses manières ; il n'y a aucune raison de penser que de véritables rites de mariage ont été accomplis pour Marc-Antoine.

### Les relations sexuelles entre hommes dans l'armée
Le soldat romain, comme tout homme libre et respectable de statut romain, devait faire preuve d'autodiscipline en matière de sexe. Auguste (qui règne de 27 av. J.-C. à 14 ap. J.-C.) a même interdit aux soldats de se marier, une interdiction qui est restée en vigueur pour l'armée impériale pendant près de deux siècles,, Les autres formes de gratification sexuelle accessibles aux soldats étaient les prostituées de tout sexe, les esclaves masculins, le viol de guerre et les relations entre personnes du même sexe. Le Bellum Hispaniense, qui traite de la guerre civile de César en Hispanie romaine, mentionne un officier qui a un concubin masculin (concubinus) pendant la campagne. Cependant, les relations sexuelles entre soldats sont contraires aux normes de genre romaines qui interdisent les rapports sexuels avec un autre homme né libre. Un soldat préservait sa masculinité en ne permettant pas que son corps soit utilisé de façon passive à des fins sexuelles.
À la guerre, le viol symbolisait la défaite, ce qui incitait le soldat à ne pas rendre son corps sexuellement vulnérable en général. La loi romaine reconnaissait qu'un soldat pouvait être violé par l'ennemi, et précise qu'un homme violé à la guerre ne devait pas souffrir de la perte de son statut social, contrairement à un infamis qui se serait soumis volontairement à la pénétration.
Sous la République, les comportements homosexuels entre soldats étaient passibles de sanctions sévères, y compris la mort, en tant que violation de la discipline militaire. Polybe (IIe siècle av. J.-C. avant J.-C.) rapporte que la punition pour un soldat qui se soumettait volontairement à la pénétration était le fustuarium, c'est-à-dire être frappé à coups de bâton jusqu'à la mort.
Les historiens romains rapportent des récits d'officiers qui abusent de leur autorité pour contraindre leurs soldats à avoir des relations sexuelles, et qui subissent en répartie des conséquences désastreuses. Les plus jeunes officiers, qui pouvaient encore conserver un peu de l'attraction adolescente que les Romains appréciaient dans les relations entre hommes, étaient invités à renforcer leurs qualités masculines en ne portant pas de parfum et en ne coupant pas les poils des narines et des aisselles. Un incident relaté par Plutarque dans sa biographie de Caius Marius illustre le droit du soldat à préserver son intégrité sexuelle malgré la pression de ses supérieurs : une jeune recrue nommée Trebonius avait été harcelée sexuellement pendant un certain temps par son officier supérieur, qui se trouvait être le neveu de Marius, Gaius Luscius. Une nuit, après avoir repoussé des avances non désirées à plusieurs reprises, Trebonius est convoqué dans la tente de Luscius. Incapable de désobéir à l'ordre de son supérieur, il est victime d'une agression sexuelle et tire alors son épée, tuant Luscius. Une condamnation pour le meurtre d'un officier entraînait généralement la peine de mort. Lors de son procès, Trebonius a pu produire des témoins pour montrer qu'il avait dû repousser Luscius à plusieurs reprises et qu'il "n'avait jamais prostitué son corps à qui que ce soit, malgré les offres de cadeaux précieux". Marius non seulement acquitte Trebonius du meurtre de son parent, mais lui donne une couronne pour sa bravoure,,,.

### Actes sexuels
Outre la pénétration anale décrite à plusieurs reprises, les relations sexuelles orales étaient courantes. Un graffiti de Pompéi est sans ambiguïté : « Secundus est un fellateur d'une rare habileté » (Secundus felator rarus)[réf. non conforme]. Contrairement à la Grèce antique, dans la culture romaine, un grand pénis était un élément majeur d'attrait. Pétrone décrit un homme avec un grand pénis dans des toilettes publiques. Plusieurs empereurs sont décrits sous un jour négatif pour s'être entourés d'hommes aux organes sexuels volumineux.[source secondaire souhaitée]

Le poète gallo-romain Ausone (IVe siècle après J.-C.) fait une plaisanterie sur un trio d'hommes qui repose sur l'imagination des configurations du sexe en groupe :

« Trois hommes au lit ensemble : deux pèchent, deux sont péchés

- Cela ne fait-il pas quatre hommes ?

- Vous vous trompez : l'homme à chaque extrémité est impliqué une fois, mais celui du milieu fait double emploi »

En d'autres termes, il est fait allusion à un « train » : le premier homme pénètre le second, qui à son tour pénètre le troisième. Les deux premiers « pèchent », tandis que les deux derniers sont « péchés ».

## Relations sexuelles entre femmes
Les références au sexe entre femmes sont peu fréquentes dans la littérature romaine de la République et du début du Principat. Ovide trouve que c'est « un désir connu de personne, bizarre, nouveau... parmi tous les animaux, aucune femelle n'est saisie par le désir de la femelle ». À l'époque romaine impériale, les sources de relations homosexuelles entre femmes, bien qu'encore rares, sont plus abondantes, sous la forme de sortilèges d'amour, d'écrits médicaux, de textes sur l'astrologie et l'interprétation des rêves, etc. Alors que les graffitis écrits en latin par des hommes dans les ruines romaines expriment généralement le désir d'hommes et de femmes, les graffitis attribués à des femmes n'expriment en grande majorité que le désir envers des hommes. Toutefois, un graffiti de Pompéi pourrait être une exception, et a été interprété par de nombreux spécialistes comme représentant le désir d'une femme pour une autre[à vérifier] :

« J'aimerais pouvoir serrer à mon cou et embrasser les petits bras, et porter des baisers sur les tendres lèvres. Vas-y, poupée, et confie tes joies aux vents ; crois-moi, faible est la nature des hommes »

D'autres lectures de ce graffiti, sans rapport avec le désir homosexuel féminin, sont également possibles. Selon Craig Williams, spécialiste des études romaines, les vers peuvent également être lus comme « un soliloque poétique dans lequel une femme réfléchit à ses propres expériences douloureuses avec les hommes et s'adresse à elle-même à la manière de Catulle ; le souhait initial d'une étreinte et de baisers exprime un désir rétrospectif pour son homme ».

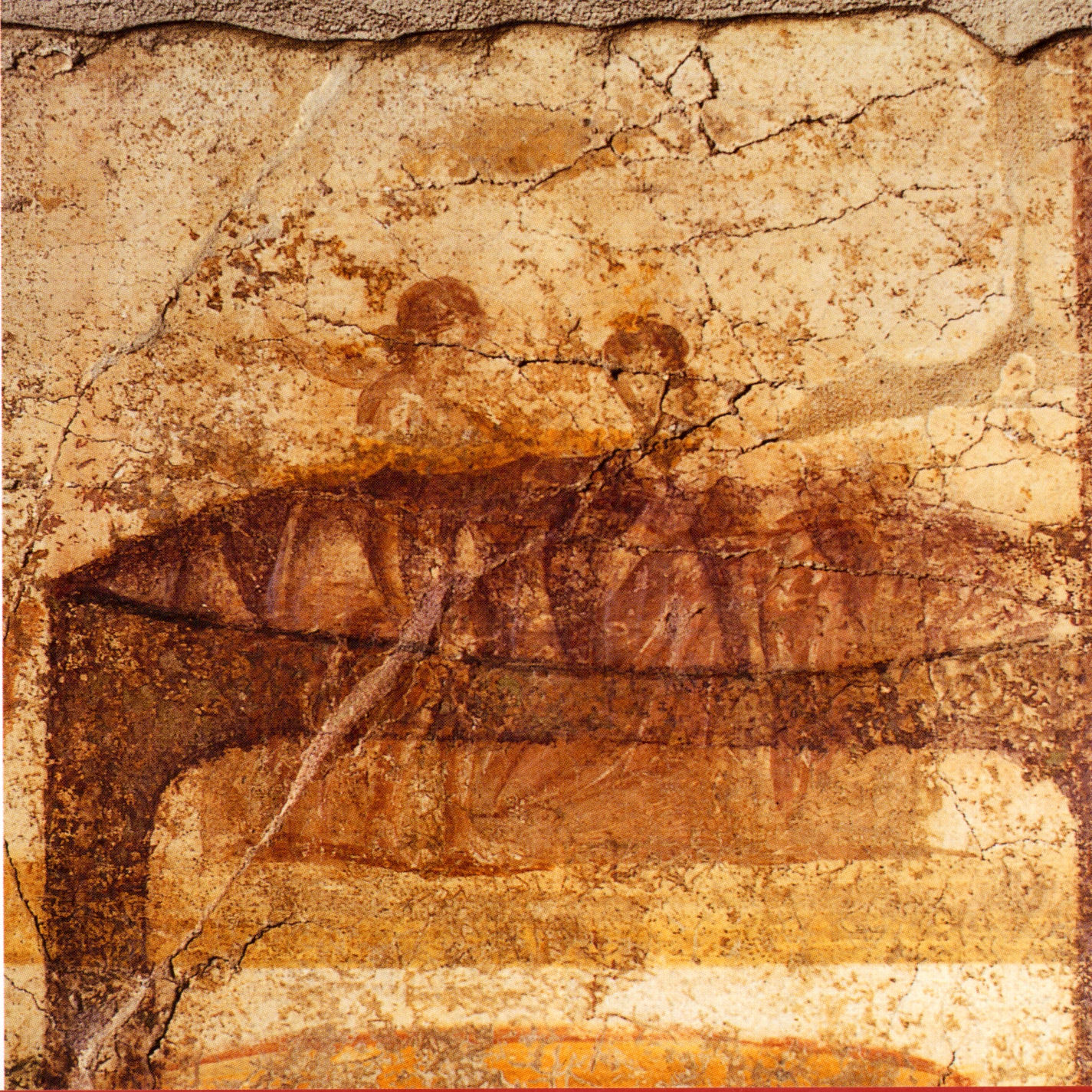
Couple de femmes issu d'une série de peintures érotiques aux Bains suburbains à Pompéi.

Parmi les mots grecs désignant une femme qui préfère les rapports sexuels avec une autre femme, on trouve hetairistria (proche du terme hetaira, "courtisane" ou "compagne"), tribas (pluriel tribades) et Lesbia ; les mots latins comprennent le mot d'emprunt tribas, fricatrix ("celle qui frotte") et virago. Une des premières références aux relations homosexuelles entre femmes se trouve dans l'écrivain grec de l'époque romaine Lucien (IIe siècle de notre ère) : « On dit qu'il y a des femmes comme ça à Lesbos, d'apparence masculine, mais elles ne veulent pas s'adonner aux hommes. Au lieu de cela, elles fréquentent des femmes, comme les hommes. »[source secondaire nécessaire].
Comme les Romains pensaient qu'un acte sexuel nécessitait un partenaire actif ou dominant qui était « phallique », les écrivains masculins imaginaient que dans les rapports sexuels entre femmes, l'une d'entre elles utiliserait un gode ou aurait un clitoris exceptionnellement grand pour la pénétration, et que ce serait elle qui éprouverait du plaisir,,. Les godes sont rarement mentionnés dans les sources romaines, mais ils étaient un objet comique populaire dans la littérature et l'art de la Grèce classique. On ne connaît qu'une seule représentation d'une femme pénétrant une autre femme dans l'art romain, alors que les femmes utilisant des godes sont courantes dans les peintures de vases grecs.
Le poète Martial décrit les femmes agissant sexuellement de manière active avec d'autres femmes comme ayant des appétits sexuels démesurés et pratiquant le sexe avec pénétration sur des femmes et des garçons,,. Les représentations impériales de femmes qui sodomisent des garçons, boivent et mangent comme des hommes, et ont une activité physique vigoureuse peuvent refléter les inquiétudes culturelles concernant l'indépendance croissante des femmes romaines.

## Persécution chrétienne de l'homosexualité
Les attitudes à l'égard des comportements homosexuels évoluent à mesure que le christianisme prend de l'importance dans l'Empire. La perception moderne de la décadence sexuelle romaine trouve son origine dans les premières apologétiques chrétiennes. En dehors des mesures visant à protéger la liberté des citoyens, la poursuite des relations sexuelles entre hommes en tant que crime général a commencé au IIIe siècle, lorsque la prostitution masculine a été interdite par l'empereur Philippe l'Arabe. Une série de lois réglementant les relations sexuelles entre hommes ont été promulguées pendant la crise sociale du IIIe siècle, allant du viol des mineurs au mariage entre hommes.
À la fin du IVe siècle, les hommes passifs sous l'Empire chrétien étaient exécutés en étant brûlés sur un bûcher. La « mort par l'épée » était la punition pour un « homme s'accouplant comme une femme » sous le Code Théodosien. C'est au VIe siècle, sous Justinien, que le discours juridique et moral sur le sexe masculin se durcit, sous l'influence des religions abrahamiques[source insuffisante] : tout rapport sexuel entre hommes, passif ou actif, quels que soient les partenaires, est déclaré contraire à la nature et puni de mort. La sexualité masculine est désignée comme cause de la colère de Dieu à la suite d'une série de catastrophes survenues entre 542 et 559.

## Historiographie

### Études de genre et perspective constructiviste
En France, l'étude de l'homosexualité dans la Rome antique (et dans la Grèce antique) émerge dans les années 1970, avec les travaux du philosophe Michel Foucault (Histoire de la sexualité, 1976) , ou de l'historien Paul Veyne (« l'homosexualité à Rome », 1982). Toutefois, la sexualité demeure un sujet très peu étudié dans les universités françaises, en histoire antique ou en lettres classiques. Dans les années 1980, les mouvements féministes et LGBT+ et les gender studies sont à l'origine d'une importante recherche universitaire aux États-Unis sur cette thématique.
Dans ces travaux, c'est majoritairement l'homosexualité masculine qui est étudiée, particulièrement par les auteurs américains. Les relations entre femmes font l'objet de beaucoup moins de publications. En 2007, Sandra Boehringer publie la première synthèse sur l'homosexualité féminine à Rome et en Grèce antique.
L'analyse faite par Michel Foucault de la sexualité a eu un impact très fort sur la recherche universitaire. Il s'inscrit en effet dans une perspective constructiviste, faisant de la sexualité une construction sociale, historique et culturelle. Dans les années 1990, les études (en particulier américaines) sur la sexualité antique insistent sur la nécessité d'analyser la société grecque et la société romaine selon ses propres catégories, et de ne pas y appliquer les catégorisations occidentales modernes d'homosexualité et d'hétérosexualité.
L'étude de l'homosexualité dans les sociétés antiques a également été récupérée par des personnes LGBT+, qui y trouvent des exemples historiques dont elles s'inspirent ou auxquels elles s'identifient. Cela peut également servir une lutte politique contre l'hétéronormativité. David Halperin estime que cette identification est inévitable, même si le rôle de l'historien est de savoir s'en détacher.

### Sources
Sandra Boehringer note que pour réaliser l'histoire de la sexualité antique, les historiens disposent de sources parcellaires : là où les historiens contemporains disposent de multiples sources (policières, juridiques, médicales, administratives, de presse, archives personnelles...), les historiens antiques n'ont à leur disposition que des textes ou des documents iconographiques dont le contexte est souvent perdu ou méconnu. Les textes littéraires ne sont souvent ni un témoignage fidèle sur les pratiques, ni un moyen fiable de connaître précisément les représentations : « à charge pour l’historien de reconstituer la distance entre le discours, les normes sociales et la réalité ». Elles proviennent également en majorité des groupes dominants, qui détiennent le pouvoir, et reflètent souvent les normes telles qu'elles sont idéalisées. Or, il est nécessaire de s'appuyer également sur des discours qui vont contre les discours officiels, provenant des minorités et des personnes qui refusent les modèles de genre (par exemple, certains hommes romains qui refusent les contraintes de l'idéal masculin viril).